# 패왕별희 (경극)

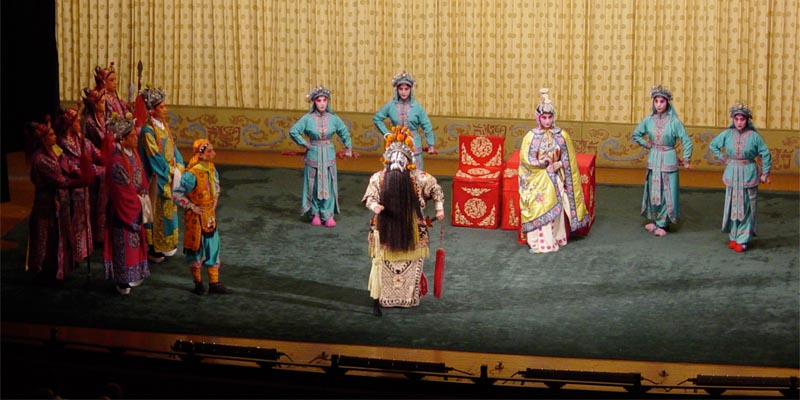
패왕별희 경극 중에서

《패왕별희》(覇王別姬)는 경극의 하나로서 중국의 다양한 지방 연극 가운데 하나다. 중국 전통 공연 예술을 대표하는 경극 중에서도 가장 유명한 경극 가운데 하나이다.
중국의 800년 고도인 북경(北京, 베이징시)을 중심으로 형성되었다고 해서 ‘경극’이라고 부른다. 노래·대사·동작·무술·화장·의상·소품 등 다채로운 요소들이 모여 이루는 종합예술적 성격의 연극으로서 중국 전통 공연 예술을 대표하는 경극은 중국 연극 발전사를 더듬어 볼 때 가장 늦게 출현한 장르지만, 그만큼 중국 고전극의 미학적 전통을 집대성해 최고의 완성미를 보여 준다.

## 초패왕과 우희의 이별
＜패왕별희＞는 초패왕 항우와 그의 연인 우희의 애절한 사랑 이야기로 경극 작품 중 가장 대표적인 작품이다. 우리에겐 천카이거가 감독하고 장궈롱이 주연한 영화 ＜패왕별희＞로 더 익숙하다. 사마천(司馬遷)의 ≪사기≫, ＜항우본기＞를 근간으로 진말(秦末) 한초(漢初)의 극적인 역사상을 러브스토리로 재구성했다. 본 번역은 통행본인 ＜패왕별희＞(胡菊人編輯, ≪戱考大全≫, 宏業書局, 1970)를 중심으로 하고, 이를 정리해 주를 단 ＜패왕별희＞(曾永義編注, ≪中國古典戱劇選注≫, 國家出版社, 1990)를 저본으로 했다.

## 참고 문헌
- 본 문서에는 지식을만드는지식에서 CC-BY-SA 3.0으로 배포한 책 소개글 중  "패왕별희" 의 소개글을 기초로 작성된 내용이 포함되어 있습니다.

## 같이 보기
- 패왕별희 (영화)